# Pukkisaari (ö i Mellersta Finland, Äänekoski, lat 62,72, long 25,83)
Pukkisaari är en ö i Finland. Den ligger i sjön Sumiainen och i kommunen Äänekoski i den ekonomiska regionen  Äänekoski ekonomiska region  och landskapet Mellersta Finland, i den centrala delen av landet, 290 km norr om huvudstaden Helsingfors. Öns area är 6,5 hektar och dess största längd är 460 meter i sydöst-nordvästlig riktning.